# 山畠正男
山畠 正男（やまはた まさお、1925年（大正14年）3月8日 - 2016年（平成28年）2月24日）は、日本の法学者・弁護士。専門は民法。学位は、法学博士（東北大学）。北海道大学名誉教授。号は「山畠容童」。2002年勲二等瑞宝章受章。中川善之助門下。

## 来歴
略歴は以下のとおり。
- 北海道中川郡幕別町に生まれる。
- 1944年（昭和19年）9月 - 第四高等学校文科甲類卒業
- 1947年（昭和22年）9月 - 東北帝国大学法文学部法学科卒業(指導教授:中川善之助)
- 1947年（昭和22年）9月 - 東北帝国大学法文学部助手
- 1949年（昭和24年）4月 - 東北大学法学部大学院特別研究生
- 1951年（昭和26年）4月 - 東北大学法学部講師
- 1952年（昭和27年）5月 - 北海道大学法経学部助教授
- 1953年（昭和28年）8月 - 北海道大学法学部助教授
- 1959年（昭和34年）4月 - 北海道大学法学部教授
- 1968年（昭和43年）1月 - 北海道大学大学院法学研究科長・法学部長（1969年12月まで）
- 1988年（昭和63年）3月 - 北海道大学を停年退官
- 1988年（昭和63年）4月 - 札幌学院大学法学部教授、北海道大学名誉教授
- 1997年（平成9年）03月 - 札幌学院大学退職
- 1997年（平成9年）03月 - 札幌学院大学大学院法学研究科客員教授（2004年3月まで）
- 2002年（平成14年）11月 - 勲二等瑞宝章受章[3]

この他、札幌家庭裁判所調停委員、北海道地方労働委員会公益委員・同会長、北海道大学評議員、北海道労働協会理事、学校法人札幌学院大学理事なども務めた。

## 研究分野
専門は家族法。特に養子に関する法律や親族法を研究。「札幌身分法研究会」を創設。
研究会員
- 五十嵐清
- 小山昇
- 石川恒夫
- 神田孝夫
- 久々湊晴夫
- 矢吹徹雄

## 主著
- 永井陽之助・岡路市郎編『北海道』（分担執筆、中央公論社、1962年）
- 泉久雄と共編『親族・相続（演習法律学大系）』（青林書院新社、1972年）
- 小山昇ほか編『遺産分割の研究』（判例タイムズ社、1973年）
- 『教材民法判例』（編著、北海道大学図書刊行会、1978年初版、1983年第3刷改訂）
- 泉久雄と共編『親族（新演習法律学講座）』（青林書院、1985年）
- 泉久雄と共編『相続（新演習法律学講座）』（青林書院、1985年）
- 中川善之助と共編『養子 新版（注釈民法）』（有斐閣、1994年）